# Astragalus acantherioceras
Astragalus acantherioceras là một loài thực vật có hoa trong họ Đậu. Loài này được Rech.f. & Koie miêu tả khoa học đầu tiên.